# Misumena
Misumena là một chi nhện trong họ Thomisidae.

## Hình ảnh

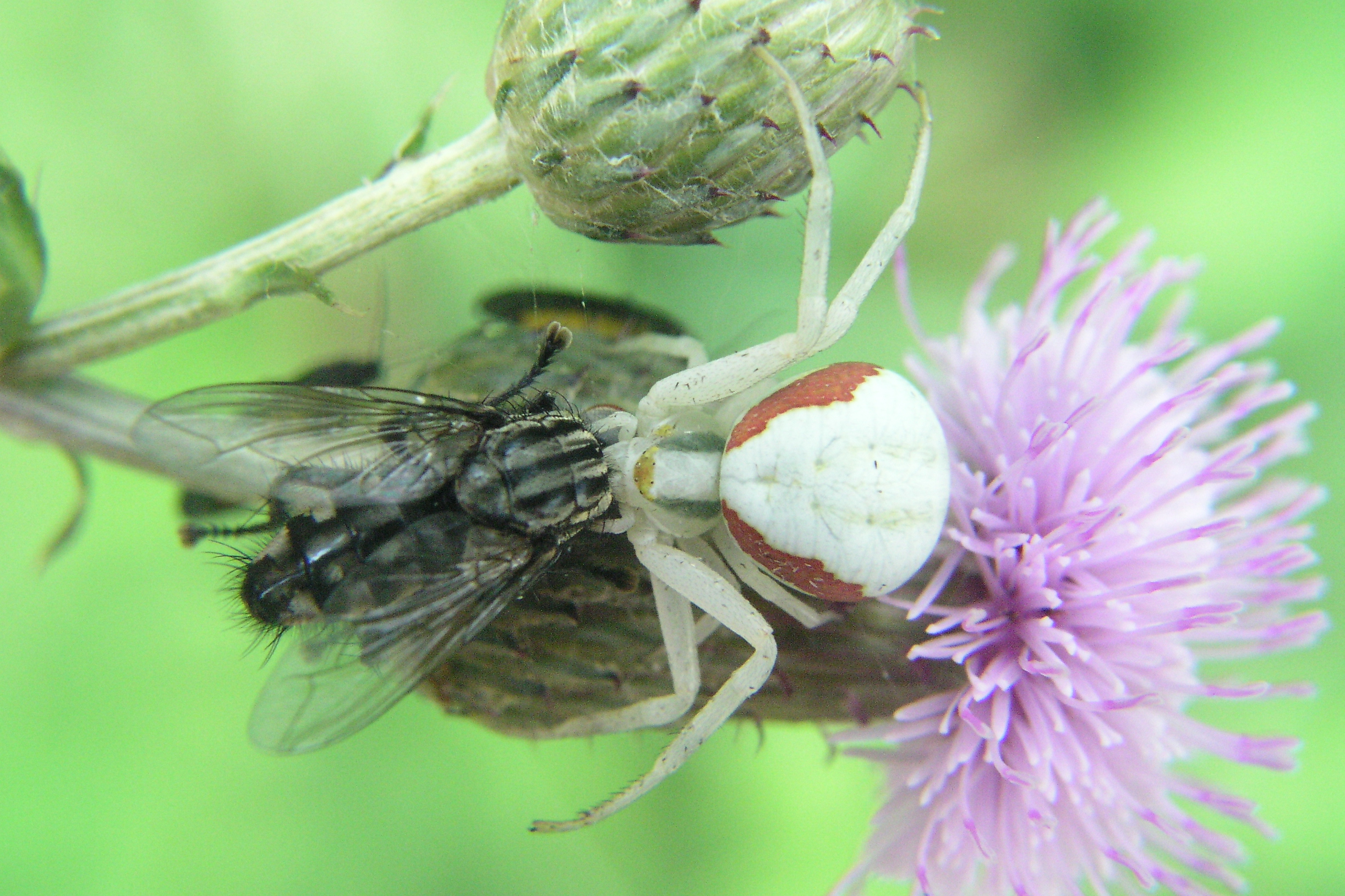
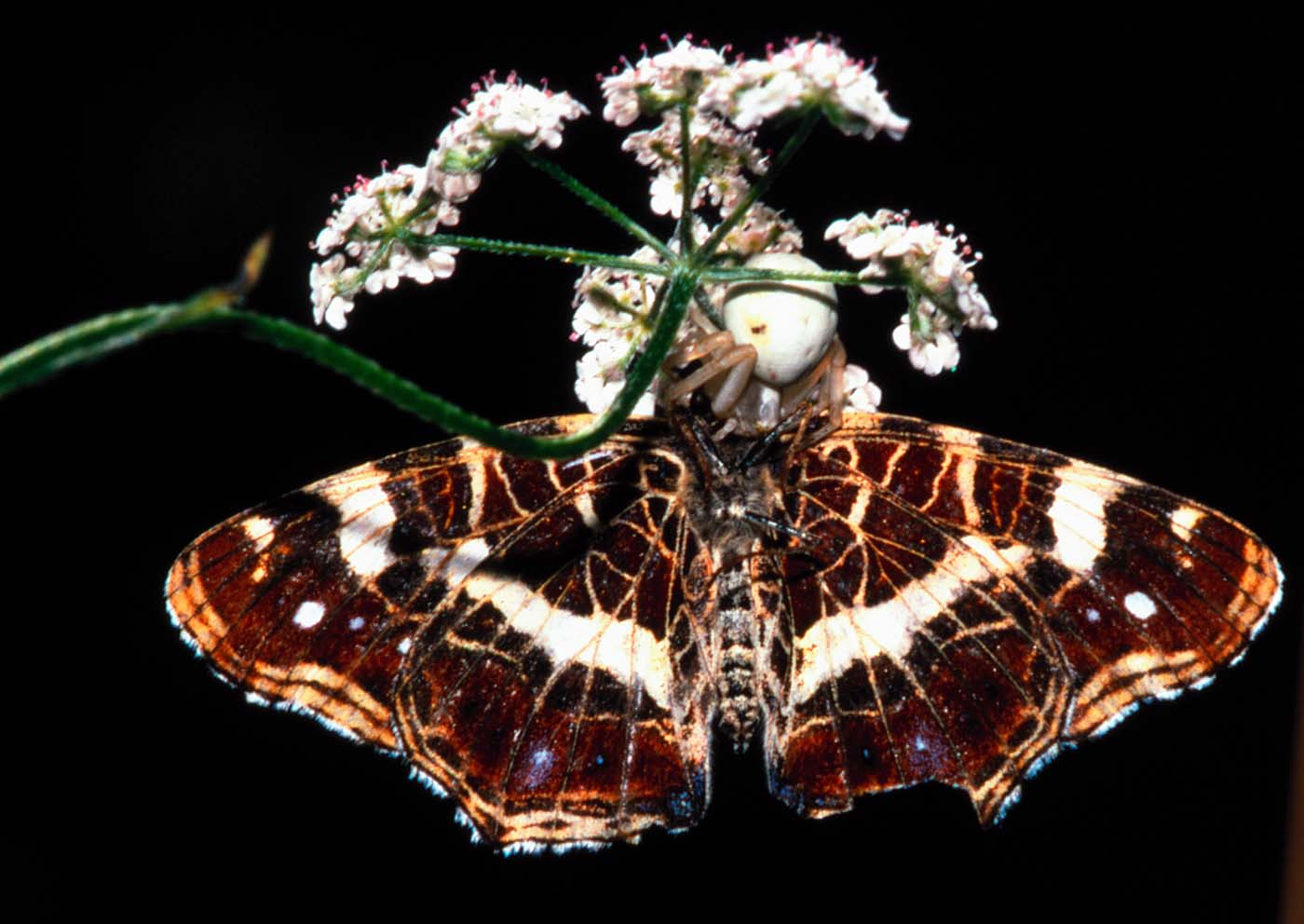